# Accademia araba di scienze, tecnologia e trasporto marittimo
L'Accademia araba di scienze, tecnologia e trasporto marittimo (AASTMT, in arabo الأكاديمية العربية للعلوم والتكنولوجيا والنقل البحري‎?) è un'università gestita dalla Lega araba, nella quale sono erogati corsi di formazione nell'ambito del trasporto marittimo, del business e dell'ingegneria. 
La sede centrale si trova ad Alessandria d'Egitto, mentre i campus universitari sono dislocati a al Cairo, Assuan, Porto Said e Laodicea. In Egitto, i titoli di studio da essa rilasciati sono equipollenti a quelli delle università statali.

## Storia
Nel 1992 il governo giapponese donò una moderna nave scuola, l'Aida 4, e il Ministero dell'Istruzione egiziano assunse il compito di finanziare le attività formative e di addestramento in mare, onorato almeno fino al '96.
Nel 1994, l'AASTMT fu premiata dalle autorità statunitensi come il miglior simulatore navale al mondo, avviando una collaborazione che portò alla nascita di un centro tecnologico avanzato e alla creazione di borse di studio , delle quali hanno fruito oltre 120.000 per studenti provenienti da 58 paesi. Nel '96 la denominazione cambiò da quella di The Arab Academy for Science and Technology: A university specialized in maritime transport in quella di The Arab Academy for Science, Technology and Maritime Transport (AASTMT), vigente al 2019.
Nel 2007 fu ammessa la prima studentessa nel collegio di studi marittimi. Cinque anni più tardi, si diplomò la ventiquattrenne Marwa El-Selehdar, prima donna capitano dell'Egitto, che tre anni più tardi fu l'unica ufficiale donna presente all'inaugurazione del raddoppio del Canale di Suez. Al 2011 risulta che alcune donne fossero già inserite nel corpo docente dell'accademia.
La Banca Mondiale selezionò il progetto dell'AASTMT come la miglior proposta tecnico-economica per sviluppare l'educazione marittima in Bangladesh. Nel 2010 divennero operativi i primi corsi di formazione a distanza in tema di Disaster Risk Management, inclusa una formazione post-disastro rivolta ad ufficiali dei Paesi dell'area geografica MENA.
L'AASTMT fu classificata nel 2016 dalla rivista statunitense U.S. News & World Report al 63º posto fra le migliori università del mondo arabo..